# Julvécourt
Julvécourt é uma comuna francesa na região administrativa de Grande Leste, no departamento de Meuse. Estende-se por uma área de 8,7 km². Em 2010 a comuna tinha 58 habitantes (densidade: 6,7 hab./km²).